# Werticilioza drzew i krzewów owocowych

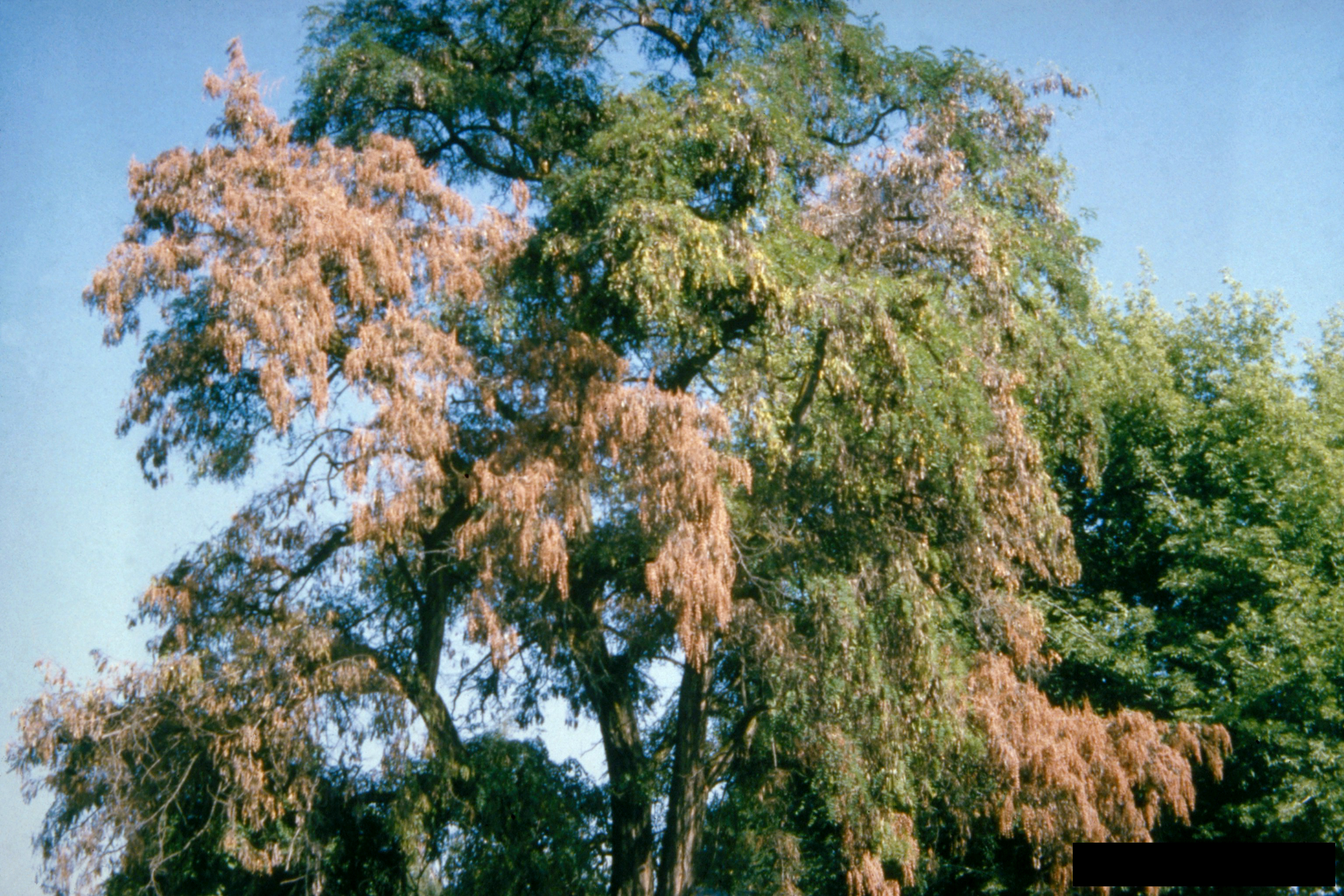
Charakterystyczne więdnięcie niektórych gałęzi

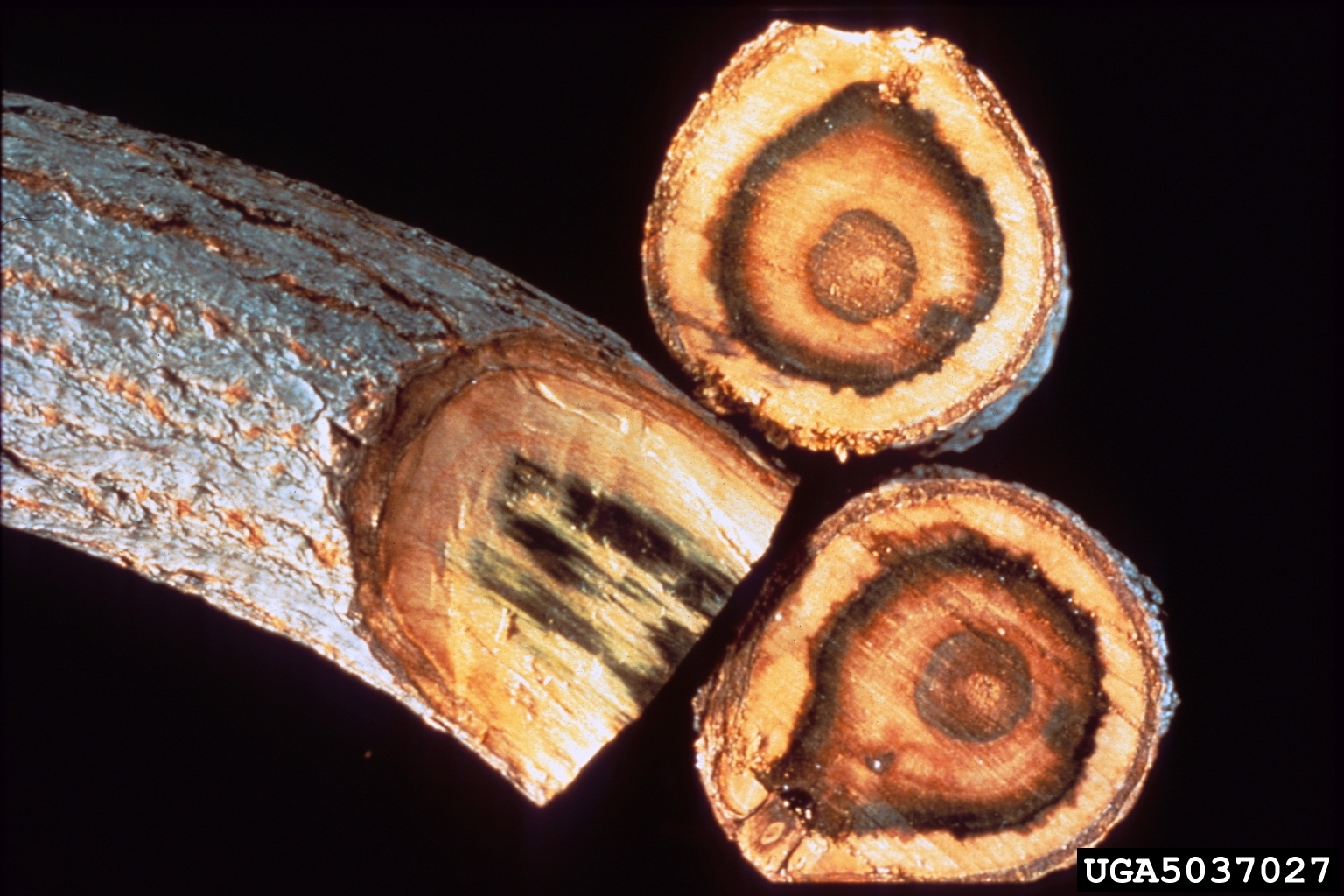
Przekrój poprzeczny przez porażony werticiliozą pęd

Werticilioza drzew i krzewów owocowych – choroba korzeni drzew i krzewów zaliczanych do roślin sadowniczych. Jej sprawcą są dwa gatunki grzybów Verticillium albo-atrum i Verticillium dahliae.

## Występowanie i szkodliwość
Jest to choroba należąca do grupy werticilioz. Wywołują ją te same patogeny, ale w zależności od tego, na jakich roślinach występuje nosi różne nazwy. Gdy występuje na roślinach sadowniczych ma nazwę werticilioza drzew i krzewów owocowych, w leśnictwie nazywana jest więdnięciem drzew liściastych, w rolnictwie ma nazwę werticilioza ziemniaka, werticilioza truskawki itd.
Werticilioza drzew i krzewów owocowych jest bardzo groźną chorobą, prowadząca do gwałtownego więdnięcia i obumierania drzew i krzewów. U większości gatunków roślin sadowniczych wywołana jest przez Verticillium albo-atrum, tylko u śliw powoduje ją głównie Verticillium dahliae. Przyczyną więdnięcia jest zatykanie naczyń i wiązek przewodzących rośliny przez grzybnię patogenów. Początkowo zaburza to przewodzenie wody, soli mineralnych, a przy dalszym rozwoju choroby całkowicie go uniemożliwia prowadząc do śmierci rośliny.

## Objawy
Typowym objawem jest gwałtowne więdnięcie liści. Najpierw na liściach pojawiają się pomiędzy ich nerwami żółte, a potem brunatne przebarwienia. Następuje to głównie na wierzchołkach pędów, gdzie woda i sole mineralne mają najdłuższą drogę do przebycia. Początkowo zmiany chorobowe obejmują tylko niektóre gałęzie, później jednak choroba rozprzestrzenia się także na sąsiednie konary. Na poprzecznym przekroju porażonych pędów cewki i naczynia w drewnie mają nietypową, brunatną lub czerwonawą barwę. Takie zmiany zabarwienia występują także na korzeniach. Przy dużej wilgotności powietrza na przebarwionym drewnie można dostrzec biały nalot grzybni. Pod mikroskopem składa się on z konidioforów z zarodnikami konidialnymi.

## Epidemiologia
Obydwa patogeny tej choroby zimują w postaci grzybni w glebie lub w korzeniach porażonych roślin. Grzybnia ma także zdolność tworzenia sklerocjów, które w glebie mogą przetrwać nawet 10 lat. Infekcji pierwotnej dokonuje grzybnia, która z gleby wnika do korzeni poprzez rany w ich skórce, lub przez włośniki. Rozrastająca się w naczyniach i cewkach grzybnia wytwarza zarodniki konidialne i zatyka je swoją masą. Ponadto wydziela toksyny, które również przyczyniają się do obumarcia drzewa. W obumarłym drewnie grzybnia rozwija się nadal, przerasta drewno i rozprzestrzenia się w glebie w otoczeniu jego korzeni.

## Ochrona
Można tylko zapobiegać chorobie, porażonej przez werticiliozę rośliny nie można już uratować. Podlewanie korzeni wodą z fungicydami jest niewskazane: jest mało skuteczne, kosztowne i powoduje skażenia wód gruntownych. Opryskiwanie drzewa fungicydami jest w ogóle nieskuteczne. Profilaktyka polega na:
- sadzeniu tylko zdrowych sadzonek drzew i krzewów
- usuwaniu wraz z bryłą korzeniową chorych roślin. Należy je spalić[1].